# Caja Círculo
Caja Círculo és una caixa d'estalvis castellana amb seu a Burgos. Forma part del nou grup, anomenat provisionalment Caja3, (Caja Inmaculada, Caja Círculo i Caja de Badajoz), fusió realitzada mitjançant el Sistema Institucional de Protecció (SIP).